# Cytosom
Cytosom (Mehrzahl: Cytosomen) oder Zytosom bezeichnet Organellen innerhalb der Zellen eines Organismus. Unter diesem Begriff werden 0,2 bis 1,5 Mikrometer kleine Bläschen (Vesikel) zusammengefasst, die durch eine Biomembran innerhalb der Zelle abgegrenzt sind. Die Fette ihrer Membran stammen aus dem endoplasmatischen Retikulum. Im Gegensatz zu den Lysosomen spalten sich die Cytosomen nicht von den Membransystemen im Inneren der Zelle ab, sondern entstehen durch Teilung aus bestehenden Cytosomen.
Zu den Cytosomen zählen die 1954 durch den schwedischen Graduierten J. Rhodin in seiner Dissertation erstbeschriebenen Microbodies, die seit 1965 nach dem Erkennen der Wasserstoffperoxid-Aktivität durch C. R. de Duve als Peroxisomen bezeichnet werden. Cytosomen haben eine unterschiedliche Ausstattung an Enzymen, sie können Peroxidasen, Katalasen und Hydrolasen enthalten. Peroxisomen kommen in der Mehrheit der tierischen Zellen vor. Cytosomen pflanzlicher Zellen sind die Glyoxisomen, die Enzyme zur Spaltung von Fettsäuren enthalten, welche dem Glyoxylatzyklus dienen. Weitere spezialisierte Peroxysomen sind die Oleosomen in Samen und Früchten und die Hydrogenosomen der Trichomonaden.
Wegen der ähnlichen Schreibweise wird das Cytosom begrifflich oft mit dem Cytostom, dem „Zellmund“ mancher einzelliger Organismen, verwechselt.